# 요크 (토론토)

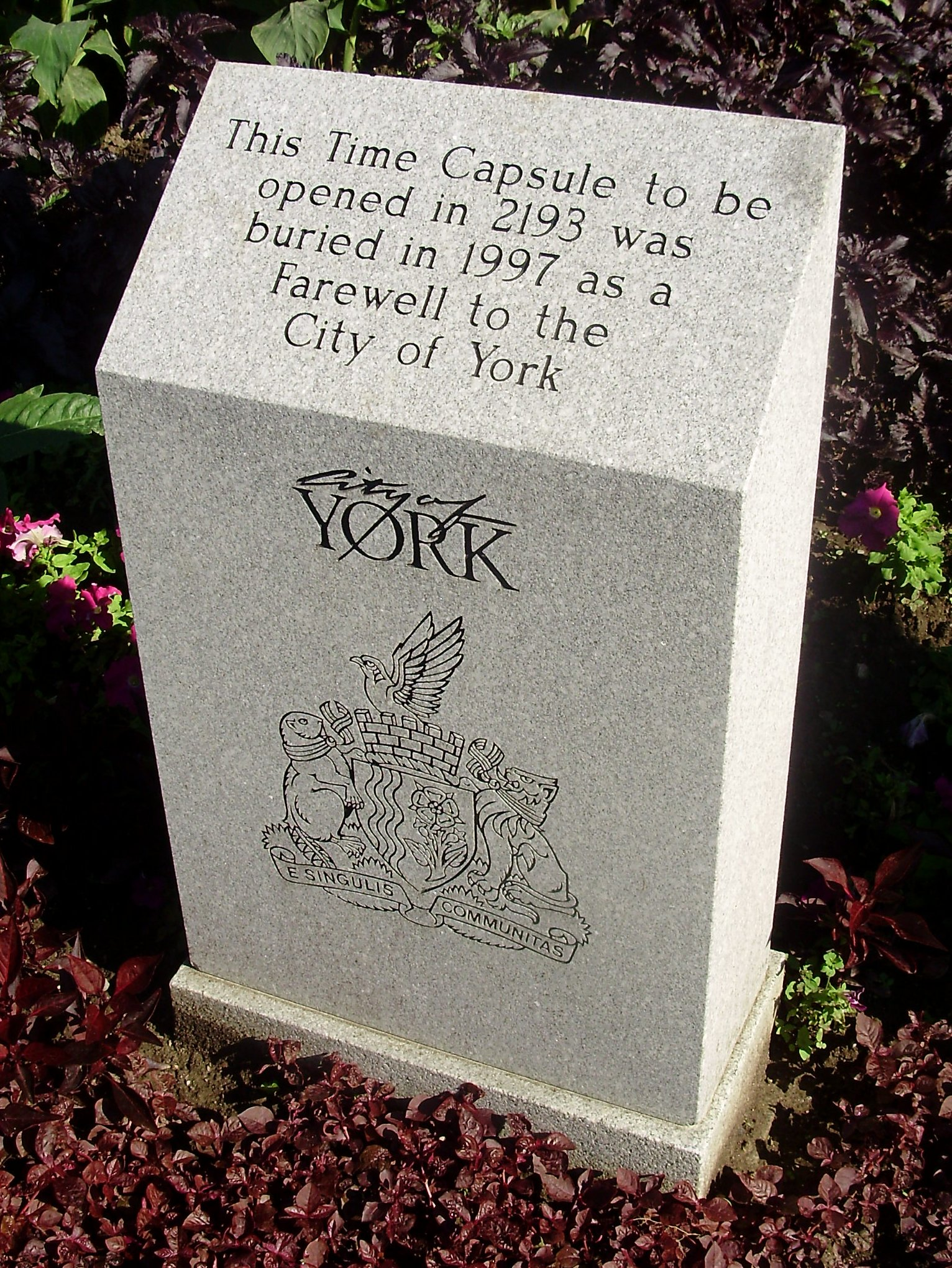

요크 (York)는 캐나다 온타리오주 토론토에 통합된 전 지자체로, 올드토론토에서 북서쪽, 노스요크에서 남서쪽, 이토비코에서 동쪽으로 위치해있고 이토비코와는 험버강으로 경계를 두고 있다. 요크는 올드토론토, 노스요크, 이토비코, 이스트요크, 스카버러와 더불어 1998년에 하나의 시로 통합한 6개 지자체 중 하나였다. 요크는 기존에 있었던 여러 마을을 통합하여 결성한 지자체로, 오늘날의 램턴과 웨스턴과 같은 마을도 포함되어있다.

## 같이 보기
- 올드토론토
- 이토비코
- 스카버러
- 이스트요크